# لا لا لند (موسیقی متن)
لالا لند:موسیقی متن اصلی آلبومی از هنرمند اهل ایالات متحده آمریکا جاستین هورویتز است که در تاریخ ۹ دسامبر ۲۰۱۶ توسط اینتراسکوپ رکوردز منتشر شد. آلبوم لالا لند در زمان انتشار در رتبه دوم بیلبورد ۲۰۰ و رتبه اول جدول آلبوم‌های بریتانیا رسید. جاستین هورویتز به خاطر ساخت این آلبوم برنده جوایز گلدن گلوب، بفتا و اسکار شد.

## دربارهٔ آلبوم
جاستین هورویتز که آهنگسازی این آلبوم را برعهده داشت دوست و همکار قدیمی دیمین شزل کارگردان فیلم لا لا لند محسوب می‌شود و پیش تر نیز برای دو فیلم شزل یعنی گای و مدلین روی نیمکت پارک و ویپلش آهنگسازی کرده بود. جاستین و هورویتز و دیمین شزل هردو در دانشگاه هاروارد درس خوانده و در آنجا با یکدیگر هم اتاقی بودند و ایده ساخت لالا لند نیز از همان‌جا در ذهنشان شکل گرفت.غیر از هورویتز، بنجامین پاسک و جاستین پائول نیز در ساخت ترانه‌های فیلم با گروه همکاری کردند.آلبوم لالا لند در سه آلبوم مجزا منتشر شد.هورویتز غیر از جایزه اسکاری که برای آلبوم موسیقی فیلم گرفت یک جایزه اسکار هم برای ترانه شهر ستاره‌ها دریافت کرد.همچنین او برای ترانه آزمون (احمق‌هایی که رؤیایی دارند) هم نامزد اسکار شده بود.

## قطعه‌ها
| شماره | نام                                | هنرمند                                           | مدت  |
| ----- | ---------------------------------- | ------------------------------------------------ | ---- |
| ۱.    | «یک روز آفتابی دیگر»               | بازیگران لالا لند                                | ۳:۴۸ |
| ۲.    | «یک نفر در شلوغی»                  | اما استون-کالی هرناندز-سونویا میزونو و جسیکا روث | ۱:۳۸ |
| ۳.    | «میا و سباستین»                    | جاستین هورویتز                                   | ۱:۳۸ |
| ۴.    | «یک شب عاشقانه»                    | رایان گاسلینگ و اما استون                        | ۳:۵۷ |
| ۵.    | «عادت هرمان»                       | جاستین هورویتز                                   | ۱:۵۲ |
| ۶.    | «شهر ستاره‌ها»                      | رایان گاسلینگ                                    | ۱:۵۱ |
| ۷.    | «افلاک نما»                        | جاستین هورویتز                                   | ۴:۱۷ |
| ۸.    | «مونتاژ تابستان (مادلین)»          | جاستین هورویتز                                   | ۲:۰۵ |
| ۹.    | «شهر ستاره‌ها»                      | رایان گاسلینگ و اما استون                        | ۲:۳۰ |
| ۱۰.   | «آغاز یک آتش»                      | جان لجند                                         | ۳:۱۲ |
| ۱۱.   | «مهمانی ازدواج»                    | جاستین هورویتز                                   | ۱:۲۷ |
| ۱۲.   | «آزمون (احمق‌هایی که رؤیایی دارند)» | اما استون                                        | ۳:۴۸ |
| ۱۳.   | «سخن آخر»                          | جاستین هورویتز                                   | ۷:۳۹ |
| ۱۴.   | «پایان»                            | جاستین هورویتز                                   | ۰:۴۶ |
| ۱۵.   | «شهر ستاره‌ها (زمزمه)»              | اما استون                                        | ۲:۴۳ |